# W l'Italia - Oggi e domani
W l'Italia - Oggi e domani è stato un programma televisivo italiano di genere talk show, politico e rotocalco, andato in onda in prima serata su Rete 4 dal 13 settembre al 13 dicembre 2018 per quattordici puntate con la conduzione di Gerardo Greco, all'epoca direttore del TG4. Il programma ha avuto un'unica edizione e veniva trasmesso in diretta dallo studio 1 del Centro Safa Palatino di Roma.

## Il programma
Il programma, curato dalla testata giornalistica italiana Videonews e prodotto dal TG4 e RTI, era stato definito dal conduttore un reality emozionale, ovvero che la realtà veniva presentata nel programma in modo emotivo muovendo i sentimenti e trattava le vicende legate alla politica, all'economia e alla società, con l'ausilio di servizi e della presenza di ospiti in studio e in collegamento, pronti ad intervenire sulle varie tematiche. Il programma era stato chiuso il 13 dicembre 2018 dopo quattordici puntate a causa dei bassi ascolti registrati per la prima ed unica edizione.

### Studi televisivi
| Studio televisivo                       | Edizione | Totale |
| Studio televisivo                       | 1ª       | Totale |
| --------------------------------------- | -------- | ------ |
| Studio 1 del Centro Safa Palatino, Roma |          | 1      |

## Edizioni
| Edizione | Anno | Conduzione    | Periodo           | Periodo          | Puntate | Regia            | Regia         | Studio                                  |
| Edizione | Anno | Conduzione    | Inizio            | Fine             | Puntate | Regia            | Regia         | Studio                                  |
| -------- | ---- | ------------- | ----------------- | ---------------- | ------- | ---------------- | ------------- | --------------------------------------- |
| 1ª       | 2018 | Gerardo Greco | 13 settembre 2018 | 13 dicembre 2018 | 14      | Giorgio Bardelli | Dario Calleri | Studio 1 del Centro Safa Palatino, Roma |

### Prima edizione
La prima ed unica edizione di W l'Italia - Oggi e domani con la conduzione di Gerardo Greco, è andata in onda dal 13 settembre al 13 dicembre 2018, ogni giovedì in prima serata, dallo studio 1 del Centro Safa Palatino di Roma.

## Puntate e ascolti

### Prima edizione (2018)
La prima ed unica edizione di W l'Italia - Oggi e domani era andata in diretta ogni giovedì in prima serata su Rete 4 dal 13 settembre al 13 dicembre 2018 per quattordici puntate con la conduzione di Gerardo Greco, dallo studio 1 del Centro Safa Palatino di Roma.
| Puntata | Messa in onda     | Ascolti        | Ascolti |
| Puntata | Messa in onda     | Telespettatori | Share   |
| ------- | ----------------- | -------------- | ------- |
| 1       | 13 settembre 2018 | 902 000        | 5,08%   |
| 2       | 20 settembre 2018 | 617 000        | 3,51%   |
| 3       | 27 settembre 2018 | 626 000        | 3,48%   |
| 4       | 4 ottobre 2018    | 806 000        | 4,53%   |
| 5       | 11 ottobre 2018   | 749 000        | 4,17%   |
| 6       | 18 ottobre 2018   | 876 000        | 4,76%   |
| 7       | 25 ottobre 2018   | 517 000        | 2,70%   |
| 8       | 1º novembre 2018  | 750 000        | 4,03%   |
| 9       | 8 novembre 2018   | 467 000        | 2,52%   |
| 10      | 15 novembre 2018  | 611 000        | 3,41%   |
| 11      | 22 novembre 2018  | 581 000        | 3,01%   |
| 12      | 29 novembre 2018  | 649 000        | 3,50%   |
| 13      | 6 dicembre 2018   | 515 000        | 2,97%   |
| 14      | 13 dicembre 2018  | 596 000        | 3,34%   |
| Media   | Media             | 661 571        | 3,64%   |

## Audience
| Edizione | Rete televisiva | Anno | Stagione       | Orario      | Durata  | Programmazione | Programmazione | Programmazione | Programmazione | Programmazione | Programmazione | Programmazione | Collocazione | Media auditel  | Media auditel | Premiere       | Premiere | Finale         | Finale |
| Edizione | Rete televisiva | Anno | Stagione       | Orario      | Durata  | L              | M              | M              | G              | V              | S              | D              | Collocazione | Telespettatori | Share         | Telespettatori | Share    | Telespettatori | Share  |
| -------- | --------------- | ---- | -------------- | ----------- | ------- | -------------- | -------------- | -------------- | -------------- | -------------- | -------------- | -------------- | ------------ | -------------- | ------------- | -------------- | -------- | -------------- | ------ |
| 1ª       | Rete 4          | 2018 | estate-autunno | 21:30-00:50 | 170 min |                |                |                |                |                |                |                | Prima serata | 661 571        | 3,64%         | 902 000        | 5,08%    | 596 000        | 3,34%  |

## Sigla
La sigla del programma era una versione strumentale del brano Arca di Noè di Alessandro Mannarino.

## Controversie
Il 7 settembre 2018 RTL 102.5 aveva intentato una causa contro Mediaset per l'utilizzo improprio del marchio W l'Italia, essendo un marchio registrato utilizzato dalla radio per l'omonimo programma. Il 5 dicembre 2018 la sezione civile del tribunale di Roma ha deliberato la sentenza in cui ha chiarito che il marchio dell'emittente radiofonica era valido ma debole e come tale poteva coesistere con quello di RTI. Perciò Mediaset non ha dovuto cambiare titolo al programma in quanto, secondo il giudice, il nuovo marchio denominativo utilizzato dalla società resistente non costituisce contraffazione del marchio di cui è titolare la parte ricorrente e che l'uso di RTI del segno raffigurativo, come modificato, non comporta una confusione tra i segni in discussione.